# USS Trout (SS-202)
USS Trout (SS-202) là một  tàu ngầm lớp Tambor được Hải quân Hoa Kỳ chế tạo ngay trước Chiến tranh Thế giới thứ hai. Nó là chiếc tàu chiến đầu tiên của Hải quân Hoa Kỳ được đặt cái tên này, theo tên loài cá hồi chấm. Nó đã phục vụ trong Thế Chiến II, thực hiện tổng cộng mười một chuyến tuần tra và đánh chìm 12 tàu Nhật Bản, bao gồm một tàu ngầm, với tổng tải trọng 37.144 tấn. Con tàu mất tích trong chuyến tuần tra cuối cùng, có thể bị tàu khu trục Nhật Bản đánh chìm về phía Tây Bắc Philippines vào ngày 29 tháng 2, 1944. Trout được tặng thưởng danh hiệu Đơn vị Tuyên dương Tổng thống cùng mười một Ngôi sao Chiến trận do thành tích phục vụ trong Thế Chiến II.

## Thiết kế và chế tạo
Lớp Tambor có nhiều đặc tính được cải tiến so với tàu ngầm lớp Sargo dẫn trước. Hình dạng thân tàu được làm suôn thẳng hơn để đạt tốc độ nhanh hơn, và thùng lặn khẩn cấp được trang bị lại giúp con tàu lặn xuống nhanh hơn. Hệ thống động lực toàn diesel-điện được áp dụng, và giải quyết được sự cố chập mạch trước đây. Nó trang bị động cơ Fairbanks-Morse Kiểu 38D8-⅛ 9-xy lanh chuyển động đối xứng, dẫn động máy phát điện, và động cơ điện kết nối với trục chân vịt qua hộp số giảm tốc.
Lần đầu tiên đối với tàu ngầm Hoa Kỳ, lớp Tambor có đến mười ống phóng ngư lôi gồm sáu trước mũi và bốn phía đuôi. Hiệu quả tác chiến được cải thiện nhờ bố trí lại người vận hành sonar và máy tính dữ liệu ngư lôi vào một tháp chỉ huy lớn hơn, cho phép trao đổi trực tiếp với hạm trưởng, cùng một kính tiềm vọng kiểu mới có đầu nhỏ hơn giúp khó bị phát hiện. Thoạt tiên được chỉ được trang bị pháo 3 in (76 mm)/50 caliber, boong tàu được gia cố sẵn đủ để lắp đặt pháo cỡ 5 in (130 mm)/51 caliber khi tình huống tác chiến đòi hỏi; nên trong đợt đại tu vào cuối năm 1943, Trout được nâng cấp lên cỡ pháo 4-inch.
Trout được đặt lườn tại Xưởng hải quân Portsmouth ở Kittery, Maine vào ngày 28 tháng 8, 1939. Nó được hạ thủy vào ngày 21 tháng 5, 1940, được đỡ đầu bởi bà Walter B. Woodson, và được cho nhập biên chế cùng Hải quân Hoa Kỳ vào ngày 15 tháng 11, 1940 dưới quyền chỉ huy của Hạm trưởng, Thiếu tá Hải quân Frank Wesley Fenno Jr.

## Lịch sử hoạt động

### 1941
Sau khi hoàn tất chuyến đi chạy thử máy dọc theo vùng bờ Đông và tại khu vực biển Caribe, Trout cùng các tàu ngầm chị em Tambor (SS-198) và Gar (SS-206) tham gia thử nghiệm hiệu quả của mìn sâu ngoài khơi Portsmouth, New Hampshire, khi phục vụ như là mục tiêu và lặn đến độ sâu kính tiềm vọng trong khi các liều thuốc nổ TNT nặng 300 lb (140 kg) được cho kích nổ ở những khoảng cách khác nhau. Dữ liệu thu được từ những thử nghiệm này được áp dụng để thiết kế chống rung động cho những tàu ngầm tiếp theo. Sau đó, nó cùng tàu ngầm chị em Triton (SS-201) khởi hành từ thành phố New York vào ngày 2 tháng 7 để hướng sang khu vực Thái Bình Dương, băng qua kênh đào Panama vào ngày 12 tháng 7, và đi đến San Diego, California vào ngày 20 tháng 7. Nó tiếp tục hành trình chín ngày sau đó, hướng sang khu vực quần đảo Hawaii, và đi đến Trân Châu Cảng vào ngày 4 tháng 8. Gia nhập Đội tàu ngầm 62 trực thuộc Hải đội tàu ngầm 6, chiếc tàu ngầm hoạt động huấn luyện tại vùng biển Hawaii cho đến ngày 29 tháng 11.

#### Chuyến tuần tra thứ nhất
Trong bối cảnh quan hệ với Nhật Bản ngày càng xấu có nguy cơ xảy ra xung đột, Trout lên đường hướng sang phía Tây vào ngày 29 tháng 11 cho một chuyến tuần tra mô phỏng chiến tranh với ngư lôi tác chiến được nạp đầy đủ, và đi đến vùng biển ngoài khơi Midway với mệnh lệnh sẵn sàng bắn trả nếu bị tấn công. Chiếc tàu ngầm hoạt động ngầm dưới nước vào ban ngày và trồi lên mặt nước để nạp lại ắc-quy vào ban đêm. Đến sáng ngày 7 tháng 12, nó nhận được thông báo căn cứ Trân Châu Cảng đã bị tấn công, và đến đêm đó nó chứng kiến hai tàu khu trục đối phương ở khoảng cách 10 mi (16 km) đang bắn phá Midway. Nó đi hết tốc độ về phía đối phương, nhưng đối thủ rút lui trước khi nó kịp đến nơi. Nó tiếp tục tuần tra cho đến khi quay trở về căn cứ Trân Châu Cảng vào ngày 20 tháng 12.

### 1942

#### Chuyến tuần tra thứ hai
Rời Trân Châu Cảng vào ngày 12 tháng 1, 1942 cho chuyến tuần tra thứ hai, Trout vận chuyển 3.500 quả đạn pháo 3-inch phòng không tiếp viện cho lực lượng Hoa Kỳ đang bị vây tại Corregidor, Philippines. Nó ghé đến Midway vào ngày 16 tháng 1 để tiếp thêm nhiên liệu, rồi trên đường đi gần quần đảo Bonin trong đêm 27 tháng 1 đã bắt gặp một mục tiêu. Nó phóng một quả ngư lôi tấn công từ khoảng cách 1.500 yd (1.400 m) nhưng bị trượt, và khi tiếp cận đến khoảng cách 600 yd (550 m) nó nhận ra mục tiêu là một tàu săn ngầm. Với mệnh lệnh nên tránh các mục tiêu nhỏ, nó tiếp tục hành trình đi sang Philippines, rồi đến ngày 3 tháng 2 nó được xuồng tuần tra phóng lôi PT-34 hộ tống băng qua các bãi mìn để ghé vào cảng Corregidor.
Sau khi chuyển giao hàng hóa đạn dược, Trout được tiếp nhiên liệu, nạp hai quả ngư lôi, và chất xuống tàu 319 thỏi vàng 40 lb cùng 630 bao chứa 2.000 Peso bạc mỗi bao. Đây là lượng trữ kim được rút khỏi các ngân hàng Philippines để di tản khỏi Philippines, trong khi tiền giấy bị đốt bỏ nhằm tránh lọt vào tay lực lượng Nhật Bản. Chiếc tàu ngầm cũng giúp di tản trái phiếu và giấy tờ ngoại giao, rồi di chuyển ra khơi trước bình minh và ẩn nấp dưới đáy biển vịnh Manila vào ban ngày. Khi đêm xuống, nó tiếp tục nhận thêm những tài sản có giá trị khác cùng một sĩ quan trước khi được hộ tống ra khơi, và tiếp tục chuyến tuần tra tại khu vực biển Hoa Đông, đi đến khu vực tuần tra vào ngày 10 tháng 2.
Ngay xế chiều hôm đó, Trout phóng ngư lôi tấn công một tàu buôn lúc 16 giờ 30 phút từ khoảng cách 2.000 yd (1.800 m) nhưng bị trượt. Nó tiếp cận gần mục tiêu hơn và đến 17 giờ 00 phóng thêm hai quả ngư lôi nữa, trúng đích cả hai. Đến 17 giờ 25 phút, sonar dò được bốn tiếng nổ khi các nồi hơi của Chuwa Maru (2.719 tấn) nổ tung khi chiếc pháo hạm phụ trợ đắm ở vị trí khoảng 35 nmi (65 km) về phía Đông Cơ Long, Đài Loan, tại tọa độ 25°23′B 122°42′Đ / 25,383°B 122,7°Đ.
Chiều tối hôm đó, lúc đang trên đường quay trở về ngang qua quần đảo Bonin, Trout bắt gặp một mục tiêu, tiếp cận đến khoảng cách 3.000 yd (2.700 m) và tấn công với hai quả ngư lôi. Đối thủ cũng đáp trả với hai quả ngư lôi, một quả sượt qua mạn trái tàu và quả kia đi ngay trên đầu khi chiếc tàu ngầm lặn xuống độ sâu 120 ft (37 m). Trout trở lên độ sâu kính tiềm vọng để phóng quả ngư lôi thứ ba vào đối thủ, tự nhận đã đánh chìm một tàu tuần tra nhỏ khoảng 200 tấn. Nó về đến căn cứ Trân Châu Cảng vào ngày 3 tháng 3, nơi nó chuyển giao những tài sản giá trị sang tàu tuần dương hạng nhẹ Detroit (CL-8).

#### Chuyến tuần tra thứ ba
Trong chuyến tuần tra thứ ba từ ngày 24 tháng 3 đến ngày 17 tháng 5, Trout hoạt động tại vùng biển nhà Nhật Bản. Nó đang tuần tra tại khu vực giữa Ichie-Zaki và Shioni-Misaki vào ngày 9 tháng 4, khi phát hiện hai tàu chở hàng nhỏ. Nó phóng hai quả ngư lôi nhắm vào mỗi mục tiêu, nhưng đều bị trượt. Sang ngày hôm sau, nó tiếp tục phóng một ngư lôi tấn công một tàu chạy hơi nước nhưng vẫn không trúng đích. Vào ngày 11 tháng 4, về phía Tây Nam Shioni-Misaki, nó tấn công một con tàu lớn với ba quả ngư lôi, nhưng một phát trúng đích chưa đủ để đánh chìm tàu chở dầu Nisshin Maru (16.801 tấn). Từ ngày 16 tháng 4 đến ngày 23 tháng 4, nó hỗ trợ cho cuộc Không kích Doolittle.
Sang ngày 24 tháng 4, Trout phóng hai quả ngư lôi tấn công và gây hư hại cho tàu buôn Tachibana Maru (6.521 tấn) ngoài khơi Susami, đồng thời tấn công một tàu buôn khác nhưng không rõ kết quả. Đến ngày 30 tháng 4, nó tấn công hai tàu buôn ngoài khơi Shimo Misaki nhưng bị trượt cả hai. Vào ngày 2 tháng 5, ngoài khơi bờ biển phía Đông Nam đảo Honshu, nó phóng ngư lôi đánh chìm tàu chở hàng Uzan Maru (5.014 tấn) tại tọa độ 33°26′B 135°52′Đ / 33,433°B 135,867°Đ.
Hai ngày sau đó, ngoài khơi bán đảo Kii, Trout phóng hai quả ngư lôi tấn công một mục tiêu mà nó cho là một tàu buôn. Quả thứ hai đánh trúng ngay trước cầu tàu đã khiến pháo hạm cải biến Kongōsan Maru (2.119 tấn) đắm chỉ trong vòng hai phút ở vị trí khoảng 2,7 nmi (5,0 km) về phía Tây Nam Kumano, tại tọa độ 33°32′B 136°05′Đ / 33,533°B 136,083°Đ; chín thủy thủ đã thiệt mạng cùng con tàu. Chiếc tàu ngầm sau đó phải lặn sâu suốt sáu giờ để né tránh phản công bằng mìn sâu trước khi có thể rời khỏi khu vực và kết thúc chuyến tuần tra.

#### Chuyến tuần tra thứ tư
Trout khởi hành từ Trân Châu Cảng vào ngày 21 tháng 5 cho chuyến tuần tra thứ tư trong thành phần Đội đặc nhiệm 7.1, là Đội Tuần tra đảo Midway bao gồm 12 tàu ngầm. Chúng được bố trí theo đội hình rẽ quạt về phía Đông đảo Midway để đối phó với cuộc tấn công của đối phương sắp diễn ra, và Trout được bố trí ở hướng Nam. Lúc 08 giờ 12 phút ngày 4 tháng 6, nó bị một máy bay đối phương tấn công, và phải lặn sâu để ẩn nấp. Năm ngày sau đó, nó băng ngang qua một vệt dầu loang lớn cùng một số mảnh vỡ, và cứu vớt hai binh lính Nhật đang bám trên một mảnh gỗ lớn. Chiếc tàu ngầm kết thúc chuyến tuần tra tại Trân Châu Cảng vào ngày 14 tháng 6 mà không bắn quả ngư lôi nào. Tại căn cứ, Trout được nâng cấp, bao gồm việc trang bị radar kiểu SJ và sonar kiểu JP nhằm chuẩn bị để chuyển căn cứ hoạt động sang Australia.

#### Chuyến tuần tra thứ năm
Dưới quyền chỉ huy của hạm trưởng mới, Thiếu tá Hải quân Lawson Paterson Ramage, Trout khởi hành vào ngày 27 tháng 8 để đi sang Australia ngang qua các quần đảo Marshall và Caroline. Nó bắt đầu tuần tra các lối tiếp cận phía Nam đến căn cứ Truk từ ngày 7 tháng 9, và ba ngày sau đó đã bị ba máy bay tuần tra đối phương truy lùng và tấn công với 45 quả mìn sâu, buộc phải lặn sâu để né tránh trong suốt một giờ rưỡi. Sang ngày hôm sau, nó phát hiện một tàu buôn nhưng không thể tấn công do bị các tàu hộ tống ngăn trở. Đến ngày 21 tháng 9, nó phóng ba quả ngư lôi tấn công một tàu hải quân phụ trợ. Cả ba quả đều trúng đích đã đánh chìm tàu rải lưới Koei Maru (900 tấn) ở vị trí khoảng 22 nmi (41 km) về phía Nam Truk, tại tọa độ 06°54′B 151°51′Đ / 6,9°B 151,85°Đ, 23 pháo thủ đã tử trận cùng con tàu.
Vào ngày 28 tháng 9, tại vị trí khoảng 40 mi (64 km) về phía Nam Truk, Trout bắt gập một lực lượng bao gồm một tàu sân bay hộ tống, hai tàu tuần dương và hai tàu khu trục. Nó tiếp cận mục tiêu đến khoảng cách 1.500 yd (1.400 m), và đến 13 giờ 25 phút đã phóng một loạt năm quả ngư lôi tấn công. Tàu sân bay Taiyō trúng một quả vào phía đuôi bên mạn phải tàu, bốc cháy và chết đứng và khiến 13 thủy thủ tử trận, nhưng nó di chuyển trở lại được lúc 14 giờ. Lẫn khuất trong cơn mưa giông, chiếc tàu sân bay di chuyển với vận tốc 16 kn (30 km/h) và đi đến Truk an toàn vào cuối ngày hôm đó. Trong khi đó Trout phải lặn sâu đến 200 ft (61 m) để né tránh mười quả mìn sâu phản công.
Vào ngày 3 tháng 10, Trout trinh sát eo biển Otta, là lối ra vào phía Nam của vũng biển Truk. Ở vị trí khoảng 6 mi (9,7 km) về phía Tây quần đảo Nam, nó trồi lên độ sâu kính tiềm vọng để quan sát; và khi kính tiềm vọng vừa được hạ xuống, con tàu bị chấn động mạnh do một vụ nổ lớn gần tàu. Nó lặn khẩn cấp xuống độ sâu 150 ft (46 m) để né tránh, và một quả bom nữa tiếp tục được ném xuống tấn công. Do cả hai kính tiềm vọng đều bị hỏng, con tàu rút lui về căn cứ mới tại Brisbane, Australia để sửa chữa, đến nơi vào ngày 13 tháng 10.

#### Chuyến tuần tra thứ sáu
Chuyến tuần tra thứ sáu của Trout tại vùng biển chung quanh quần đảo New Georgia khởi đầu từ ngày 26 tháng 10. Nó đang hiện diện ở vị trí 80 mi (130 km) về phía Bắc eo biển Indispensable vào ngày 13 tháng 11, khi được lệnh đánh chặn thiết giáp hạm Kirishima đang trên đường đi đến bắn phá sân bay Henderson tại Guadalcanal. Đến sáng ngày 14 tháng 11, nó phát hiện Kirishima cùng các tàu hộ tống đang được tiếp nhiên liệu, nhưng không thể cơ động đến vị trí tấn công. Nó tiếp tục theo dõi hải đội đối phương cho đến khi các tàu chiến Nhật bị không kích vào xế trưa hôm đó; Trout đã phóng một loạt năm quả ngư lôi tấn công nhưng tất cả đều bị trượt hay không kích nổ. Chuyến tuần tra kết thúc tại Brisbane mười ngày sau đó, và sau khi được tái trang bị, chiếc tàu ngầm lên đường vào ngày 25 tháng 11 để đi sang Fremantle, Western Australia, đến nơi vào ngày 2 tháng 12.

### 1943

#### Chuyến tuần tra thứ bảy
Trout lên đường vào ngày 29 tháng 12, 1942 cho chuyến tuần tra thứ bảy, và hoạt động trong biển Đông ngoài khơi Bắc Borneo. Nó bắt gặp một tàu chở dầu lớn ngoài khơi Miri, Borneo vào ngày 11 tháng 1, 1943, nên đã phóng ba quả ngư lôi tấn công từ khoảng cách 2.000 yd (1.800 m), ghi được hai quả trúng đích nhưng chỉ gây hư hại cho chiếc Kyokuko Maru 17.549 GRT tại tọa độ 04°24′B 113°51′Đ / 4,4°B 113,85°Đ. Ngoài khơi Đông Dương thuộc Pháp vào ngày 18 tháng 1, nó đánh chìm hai thuyền buồm Nhật bằng hải pháo tại tọa độ 12°37′B 109°30′Đ / 12,617°B 109,5°Đ, rồi ba ngày sau đó nó lại phóng ngư lôi tấn công và gây hư hại cho chiếc pháo hạm Eifuku Maru 3.520 GRT tại tọa độ 11°25′B 109°22′Đ / 11,417°B 109,367°Đ. Đến ngày 29 tháng 1, nó phóng ba quả ngư lôi tấn công một tàu khu trục, được cho là chiếc Phra Ruang của Thái Lan (nguyên là một tàu khu trục lớp R của Anh), tất cả đều trúng đích nhưng không kích nổ.
Đến ngày 7 tháng 2, Trout phát hiện tàu xưởng săn cá voi Nisshin Maru 16.764 GRT đang neo đậu ngoài khơi Miri, Borneo, tại tọa độ 04°41′B 114°52′Đ / 4,683°B 114,867°Đ, nên tiếp cận và phóng hai quả ngư lôi tấn công từ khoảng cách 5.000 yd (4.600 m), nghe thấy một tiếng nổ; tuy nhiên Nisshin Maru chỉ bị hư hại. Một tuần sau đó, tại lối ra vào phía Nam của eo biển Makassar, Trout phóng hai quả ngư lôi tấn công một mục tiêu đang lẫn khuất trong một cơn mưa giông, được cho là một tàu chở dầu. Một quả ngư lôi đã đánh trúng và làm vỡ mũi tàu, nhưng đối phương vẫn tiếp tục di chuyển được với vận tốc 8 kn (15 km/h). Khi chiếc tàu ngầm trồi lên mặt nước để tìm cách đánh chìm mục tiêu bằng hải pháo, hỏa lực súng máy bắn trả từ pháo hạm Hirotama Maru 1.911 GRT đã làm bị thương bảy thủy thủ của Trout; nó buộc phải đánh chìm đối thủ bằng một quả ngư lôi tại tọa độ 04°11′N 117°45′Đ / 4,183°N 117,75°Đ. Trout kết thúc chuyến tuần tra tại Fremantle vào ngày 25 tháng 2.

#### Chuyến tuần tra thứ tám
Xuất phát từ Fremantle vào ngày 22 tháng 3 cho chuyến tuần tra thứ tám, Trout nhận nhiệm vụ rải thủy lôi ngoài khơi Sarawak. Trên đường đi từ eo biển Balabac đến Miri, Borneo vào ngày 4 tháng 4, nó phóng một loạt ba quả ngư lôi tấn công một tàu chiến phụ trợ, ghi được ít nhất một quả trúng đích nhưng lại không kích nổ; Trout phóng thêm một quả ngư lôi thứ tư, nhưng bị đối phương phát hiện và né tránh được. Sang ngày hôm sau, nó lại phóng ba quả ngư lôi tấn công một mục tiêu khác mà vẫn không mang lại kết quả. Chiếc tàu ngầm đã rải 23 quả mìn trong eo biển Api trong các ngày 7 và 8 tháng 4, rồi chuyển sang tuần tra dọc các tuyến hàng hải đi đến Singapore. Đến ngày 23 tháng 4, Trout phóng bốn quả ngư lôi tấn công một tàu buôn, nhưng không trúng đích, và trong ngày hôm đó thêm ba quả ngư lôi tấn công một tàu chở dầu vẫn trượt mục tiêu. Chiếc tàu ngầm sau đó trồi lên mặt nước và tiêu diệt hai tàu đánh cá bằng hải pháo trước khi quay về Fremantle, đến nơi vào ngày 3 tháng 5.

#### Chuyến tuần tra thứ chín
Dưới quyền chỉ huy của hạm trưởng mới, nguyên là hạm phó, Thiếu tá Hải quân Albert Hobbs Clark, Trout thực hiện chuyến tuần tra thứ chín từ ngày 27 tháng 5 đến ngày 20 tháng 7 với một nhiệm vụ đặc biệt tại phía Nam quần đảo Philippines. Vào ngày 9 tháng 6, nó phóng ba nquả ngư lôi nhắm vào một tàu vận tải nhưng đều trượt mục tiêu. Sau đó chiếc tàu ngầm đã cho đổ bộ một nhóm năm nhân sự Lục quân lên Labangan, Mindanao. Đến ngày 15 tháng 7, ở vị trí ngoài khơi Sibutu trong biển Celebes, nó lại phóng ba quả ngư lôi đánh chìm tàu chở dầu Sanraku Maru 2.691 GRT (nguyên là chiếc USS Sara Thompson bị Nhật Bản chiếm) gần mũi Lovieanne, Borneo, tại tọa độ 04°58′B 119°37′Đ / 4,967°B 119,617°Đ. Bắt gặp ba tàu ven biển nhỏ vào ngày 26 tháng 6, Trout đã đánh chìm hai chiếc, và sang ngày 2 tháng 7, nó tiếp tục phóng bốn quả ngư lôi đánh chìm tàu vận tải Isuzu Maru 2.866 GRT tại bờ biển phía Bắc đảo Marinduque, Philippines, tại tọa độ 13°36′B 121°49′Đ / 13,6°B 121,817°Đ. Đến ngày 9 tháng 7, chiếc tàu ngầm đón năm sĩ quan Hoa Kỳ ngoài khơi bờ biển phía Nam Mindanao để đưa họ về Fremantle, đến nơi vào ngày 20 tháng 7.

#### Chuyến tuần tra thứ mười
Trout xuất phát từ Fremantle vào ngày 12 tháng 8 cho chuyến tuần tra thứ mười, và hoạt động tại khu vực các eo biển Surigao và San Bernardino tại Phlippines. Vào ngày 25 tháng 8, nó chặn bắt một tàu đánh cá, tịch thu tài liệu và bắt giữ tù binh chiến tranh trước khi đánh chìm mục tiêu bằng hải pháo. Đến ngày 9 tháng 9, nó phóng ba quả ngư lôi tấn công một tàu ngầm lớp Kaidai ngoài khơi eo biển Surigao, nghe thấy một vụ nổ lớn, nhưng sau đó là tiếng chân vịt của ngư lôi đang tiến đến nên phải lặn xuống độ sâu 100 ft (30 m) để né tránh. Trout nghe thấy một vụ nổ thứ hai, và khi nó trồi lên mặt nước để quan sát, tàu ngầm đối phương đã hoàn toàn không còn dấu vết. Trout được ghi công đã đánh chìm chiếc I-182, nhưng thông tin này không khớp với tài liệu của phía Nhật Bản thu được sau chiến tranh.
Sang ngày 23 tháng 9, Trout phát hiện hai tàu vận tải được một tàu vũ trang hộ tống, một chiếc tàu tàu chở hàng đang chất đầy máy bay trên boong và chiếc kia là một tàu chở hành khách-hàng hóa; chiếc tàu ngầm đã phóng ba quả ngư lôi nhắm vào mỗi mục tiêu, và nghe thấy tổng cộng bốn vụ nổ. Tàu vận tải Ryotoku Maru 3.483 GRT bị đắm trước tiên, và sau đó đến lượt tàu chở hàng Yamashiro Maru 3.429 GRT, cùng ở vị trí phía Tây Bắc quần đảo Mariana, tại tọa độ 20°45′B 142°10′Đ / 20,75°B 142,167°Đ. Trout kết thúc chuyến tuần tra và quay trở về Trân Châu Cảng vào ngày 4 tháng 10.
Chiếc tàu ngầm sau đó quay trở về vùng bờ Tây Hoa Kỳ để được đại tu và hiện đại hóa tại Xưởng hải quân Mare Island, bao gồm việc tái cấu trúc hoàn toàn tháp chỉ huy, thay thế khẩu hải pháo 3-inch trên boong bằng cỡ nòng 4 in (100 mm), và trang bị thêm 18 giường ngủ cho thủy thủ đoàn. Khi công việc hoàn tất vào tháng 1, 1944, nó được điều động sang Đội tàu ngầm 162 đặt căn cứ tại Trân Châu Cảng.

### 1944

#### Chuyến tuần tra thứ mười một và bị mất
Trout khởi hành vào ngày 8 tháng 2, 1944 cho chuyến tuần tra thứ mười một, cũng là chuyến cuối cùng. Sau khi được tiếp thêm nhiên liệu tại Midway, nó tiếp tục hành trình vào ngày 16 tháng 2 để hướng sang khu vực biển Hoa Đông, nhưng sau đó hoàn toàn mất liên lạc với căn cứ.
Ghi chép từ phía Nhật Bản thu được sau chiến tranh cho biết Đoàn tàu Matsu số 1 đã bị một tàu ngầm tấn công vào ngày 29 tháng 2 tại khu vực tuần tra được phân công cho Trout. Đoàn tàu Matsu số 1, bao gồm bốn tàu vận tải lớn đang vận chuyển Sư đoàn Bộ binh 29 thuộc Đạo quân Quan Đông đang trong hành trình từ Mãn Châu đến Guam, được hộ tống bởi ba tàu khu trục lớp Yūgumo thuộc Đội khu trục 31: Asashimo, Kishinami và Okinami. Chiếc tàu ngầm Đồng Minh đã phóng ngư lôi tấn công, gây hư hại cho tàu chở hành khách-hàng hóa Aki Maru, vốn đang vận chuyển sư đoàn bộ cùng Trung đoàn Bộ binh 38, và đánh chìm tàu vận tải Sakito Maru 7.126 GRT vốn đang vận chuyển Trung đoàn Bộ binh 18, tại tọa độ 22°40′B 131°50′Đ / 22,667°B 131,833°Đ. Asashimo phát hiện tín hiệu của chiếc tàu ngầm, nên đã thả 19 quả mìn sâu tấn công, và quan sát thấy vệt dầu loang cùng nhiều mảnh vỡ trồi lên mặt nước tại tọa độ 22°40′B 131°45′Đ / 22,667°B 131,75°Đ.
Trout được xem mất tích khi tuần tra vào ngày 7 tháng 4, 1944, rồi được cho là đã bị mất với tổn thất toàn bộ 81 thành viên thủy thủ đoàn vào ngày 8 tháng 4, 1945.

## Phần thưởng
Trout được tặng thưởng danh hiệu Đơn vị Tuyên dương Tổng thống cùng mười một Ngôi sao Chiến trận do thành tích phục vụ trong Thế Chiến II. Nó được ghi công đã đánh chìm 12 tàu Nhật Bản, bao gồm một tàu ngầm, với tổng tải trọng 37.144 tấn.
|                                         |  |  |
| Silver star · Silver star · Bronze star |  |  |

| Đơn vị Tuyên Dương Tổng thống                                            | Huân chương Phục vụ Phòng vệ Hoa Kỳ  | Huân chương Chiến dịch Hoa Kỳ                 |
| Huân chương Chiến dịch Châu Á-Thái Bình Dương với 11 Ngôi sao Chiến trận | Huân chương Chiến thắng Thế Chiến II | Huân chương Phòng thủ Philippine (Philippine) |